# Фолджерівська шекспірівська бібліотека

Шекспірівська бібліотека Фолгера (англ. Folger Shakespeare Library) — невелика за кількістю фондів бібліотека, присвячена творчості Шекспіра та літературі, пов'язаній з вивченням творчості Шекспіра і поетів тої доби. Утримує і популяризує рідкісні оригінальні, антикварні і факсимільні видання творів Шекспіра 17—19 ст. Розташована в столиці США — місті Вашингтон.

## Історія створення і споруда бібліотеки
Бібліотека почалась з придбання Генрі Фолгером у 1885 році факсимільного видання Першого шекспірівського фоліо. Забезпечений Генрі Фолгер п'ять років збирав рідкісні видання, поки не придбав справді видання раритетне — так зване четверте фоліо Шекспіра 1685 року. До кінця його життя збірка Фолгера вже мала всі риси унікального зібрання.
Він та його дружина Емілі Джордан Фолгер передали власну бібліотеку в подарунок американському народу. Для неї було створене окреме приміщення в столиці Сполучених Штатів, в місті Вашингтон на Капітолійському схилі неподалік від Бібліотеки Конгресу США. Проект споруди створив архітектор Пол Філіп Крет. Фасади споруди витримані в стилістиці функціоналізму. Бібліотека Фолгера має сховища, читальні зали та власний театр. Фасади споруди прикрашені білим мармуром та дев'ятьма рельєфами спрощених форм з сюжетами деяких п'єс Шекспіра (їх виконав американський скульптор Джон Грегорі). Контрастом до спрощених форм фасадів є зали бібліотеки, дизайн яких копіював декор тюдорівських споруд доби англійської королеви Єлизавети І. З 1930 року вона розташована в новому приміщенні, з 1932 року — відкрита для відвідин.
Управління бібліотечним закладом передано опікунській раді Емгерстського коледжу, де і навчався колись Генрі Фолгер, котрий став президентом правління компанії Standard Oil в місті Нью-Йорк.

## Фонди

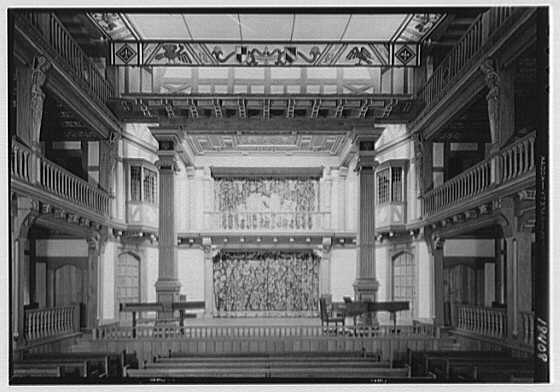
Театральна зала Шекспірівської бібліотеки Фолгера, фото 1932 р.

Фонди Шекспірівської бібліотеки Фолгера не належать до найбільших ні в самих Сполучених Штатах, ні в порівнянні з бібліотеками Західної Європи. Але тематична якість збірок Бібліотеки Фолгера давно перевищує тематичні збірки Бібліотеки Британського музею в Лондоні, Бодліанської бібліотеки в місті Оксфорд, Хантінтонської бібліотеки в Каліфорнії. Жартома Шекспірівську бібліотеку Фолгера називають «найбільшою серед малих». Усе це завдяки цілеспрямованій діяльності Генрі Фолгера, що був пристрасним збирачем шекспіріани. По смерті Генрі Фолгера в 1930 р. справи по створенню бібліотеки перебрала на себе Емілі Джордан Фолгер, бо зібрання ще перебувало запакованим в 2100 ящиків.
Шекспірівська бібліотека Фолгера — не зовсім бібліотечний заклад. І не тільки тому, що має в назві слово «шекспірівська». Це ще один музей, тематично пов'язаний і з Шекспіром, і з добою англійського 17 століття, і з шекспірологією як такою. Якщо Бібліотека Британського музею має лише п'ять примірників Першого фоліо Шекспіра, то Шекспірівська бібліотека Фолгера (на 1980-ті роки) — вісімдесят два, а також багато примірників другого (1632), третього (1663) і четвертого фоліо (1685). Музейний характер бібліотеки підтримують і дизайн інтер'єрів (вітражі, різьблений дуб панелей, імітація готичних стель), і художні збірки закладу. Серед них :
- манускрипти
- епістолярія
- старовинні і сучасні меблі
- Медальєрне мистецтво
- нумізматичні колекції
- періодичні видання і журнали
- графіка
- невелика збірка живопису
- театральні костюми
- 250 000 театральних програмок шекспірівських вистав різних років тощо.